# Vernon Lee

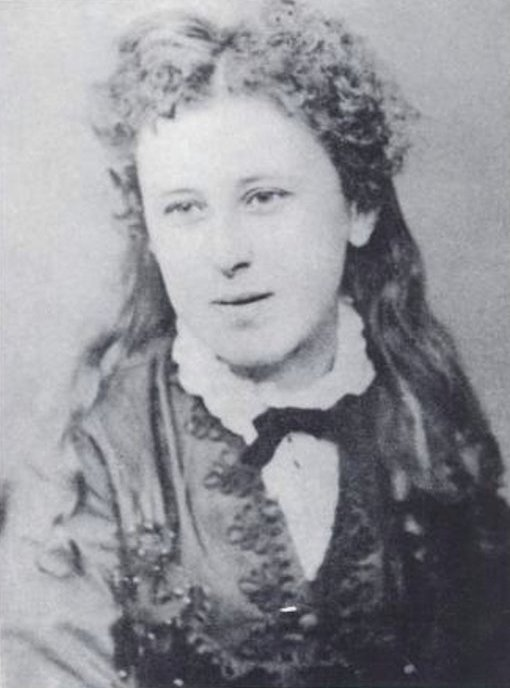
Vernon Lee/Violet Paget cirka 1870.

Vernon Lee var pseudonymen för Violet Paget, född 14 oktober 1856 i Boulogne-sur-Mer, död 13 februari 1935 i Florens. Hon var en engelsk författare känd för sina romaner och noveller i den genre som idag kallas fantasy. Hon skrev även uppmärksammade essäer om konst och musik samt reseskildringar.

## Biografi
Vernon Lee föddes i Frankrike av engelska föräldrar. Hon kom att leva större delen av sitt liv på den europeiska kontinenten, framför allt i Italien, men besökte ofta England.
Vernon Lee skrev först och främst för en engelsk publik. Hennes berättelser utforskar det övernaturliga, besatthet och vålnader. De tillhör den slags skräcklitteratur och fantasyberättelser som skrevs under den viktorianska eran. Hennes mesta kända bok är novellsamlingen Hauntings: Fantastic Stories från 1890.
Hennes första verk om estetik, Studies of the Eighteenth Century in Italy (1880), blev hennes inträde i tidens intellektuella elit. Hon introducerade i sina essäer det tyska begreppet "Einfühlung", empati. Hon menade att betraktaren till ett konstverk känner empati till verket när det framkallar minnen och associationer, vilket ibland till och med kan utlösa omedvetna kroppsliga reaktioner som förändrad hållning och andning.
Bland hennes övriga arbeten om italiensk kultur märks Belcaro (1881), Euphirion (1884) och Renaissance (1895). Bland hennes filosofiska essäer och dialoger märks Baldwin (1886), Althea (1893), Genius loci (1905, svensk översättning 1907), Gospels of Anarchy (1908), Vital Lies och Satan the Waster, den sistnämnda med pacifistisk tendens. Hon skrev även romaner, noveller och skådespel.
Vernon Lee skrev även ett antal reseskildringar från Italien, Tyskland och Schweiz.

Vernon Lee var en engagerad kvinnosakskvinna och klädde sig gärna som en "garçonne" (pojkflicka). I början av 1890-talet inledde hon en mångårig relation till konstnären Clementina "Kit" Anstruther-Thomson.  

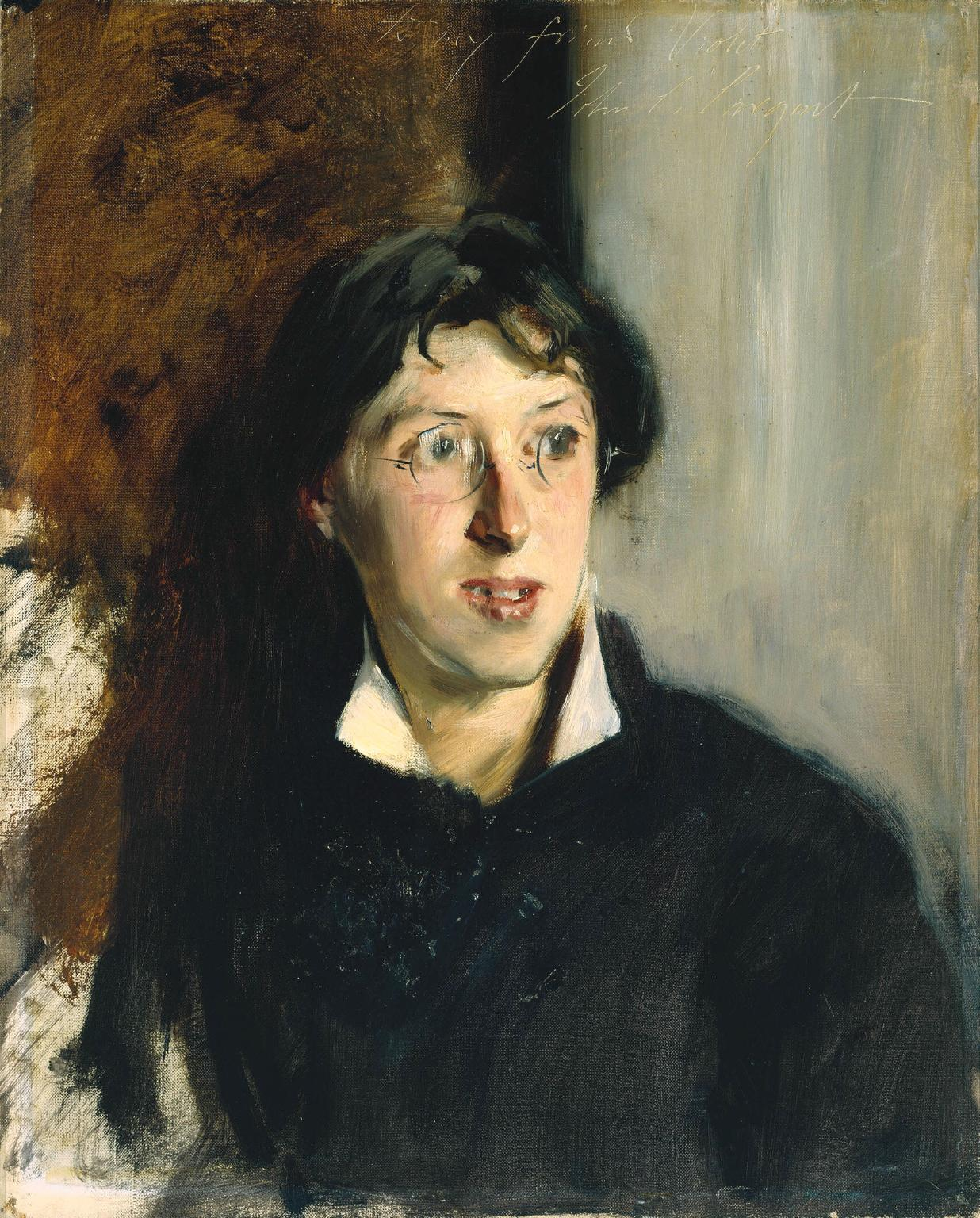
Vernon Lee porträtterad av John Singer Sargent 1881.

Vernon Lee avled i Villa il Palmerino utanför Florens 1935. På Brittiska Institutet i Florens finns Vernon Lees efterlämnade boksamling med över 400 volymer, många av dem fyllda med hennes anteckningar och kommentarer.
Författaren Amy Levy skrev flera kärleksdikter tillägnade Vernon Lee.

## Översatt till svenska
- Genius Loci, översättning av Anna Lamberg, Stockholm: Wahlström & Widstrand, 1907.
- Amour Dure: och andra berättelser om passion och besatthet, översättning av Erik Carlquist, Borlänge: Mörkersdottir, 2014. ISBN 9789175990057.
- Amour Dure: stycken ur Spiridon Trepkas dagbok: en novell, översättning av Jonas Wessel, illustrerad av Dugald Stewart Walker, Ljungby: Hastur förlag, 2018. ISBN 9789186835415.